# Ulica Tadeusza Ptaszyckiego w Krakowie
Ulica Tadeusza Ptaszyckiego – ulica w Krakowie w dzielnicy XVIII Nowa Huta, w Nowej Hucie. Jest częścią droga krajowej nr 79.

## Przebieg
Ulica zaczyna swój bieg na skrzyżowaniu z al. Jana Pawła II i ul. Bulwarową, gdzie staje się przedłużeniem tej pierwszej. Następnie biegnie w kierunku wschodnim, gdzie ulica ogranicza rodzinny ogród działkowy „Wanda” oraz znajduje się przy niej Stadion Miejski Hutnika Kraków. Dalej biegnie w kierunku południowo-wschodnim, w kierunku skrzyżowania z Drogą Ekspresową S7 i ul. Igołomską, gdzie jej przedłużeniem staje się ta druga.

## Infrastruktura
Ulica Tadeusza Ptaszyckiego jest czteropasmową drogą z torowiskiem tramwajowym do pętli „Kopiec Wandy” oraz „Pleszów”. Na ulicy zlokalizowano trzy przystanki tramwajowo-autobusowe – „Klasztorna” (przy skrzyżowaniu z al. Jana Pawła II i ul. Bulwarową), „Suche Stawy” (przy Stadionie Miejskim Hutnika Kraków) i „Bardosa” (przy skrzyżowaniu z ul. Bardosa) oraz jeden wyłącznie autobusowy – „Kraków Fort Mogiła”. Ulica jest częścią droga krajowej nr 79.

## Galeria

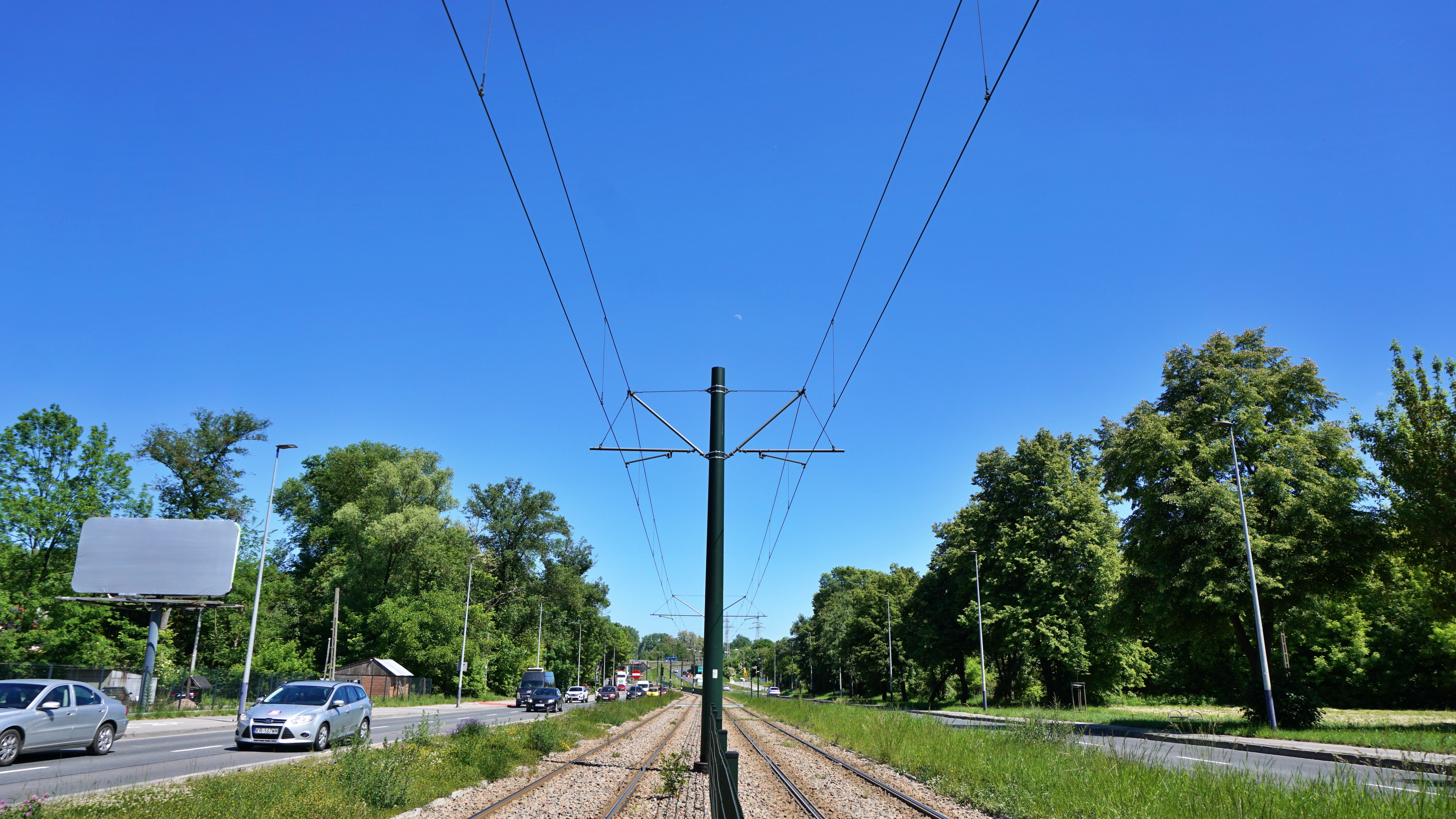
Torowisko tramwajowe
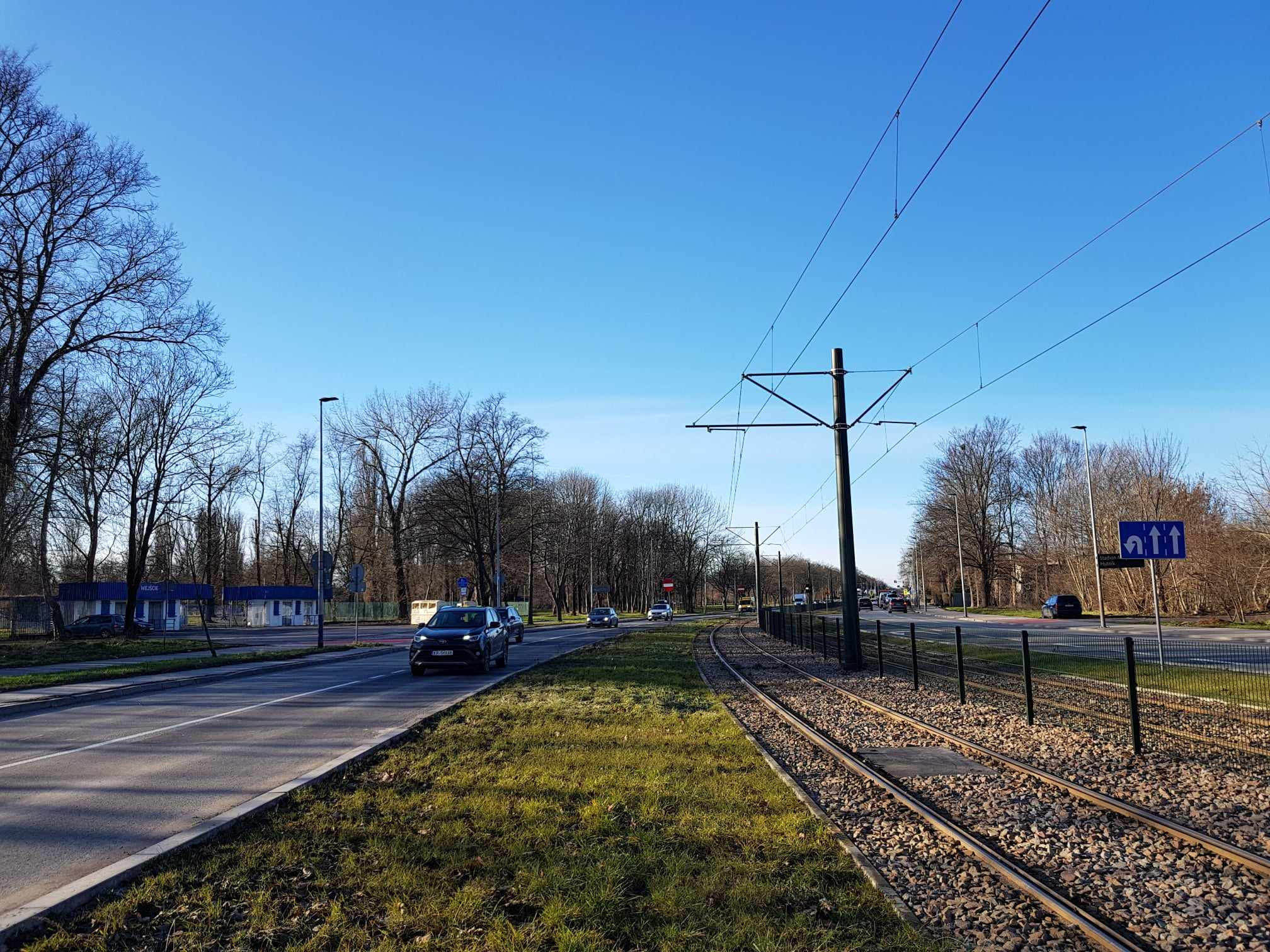
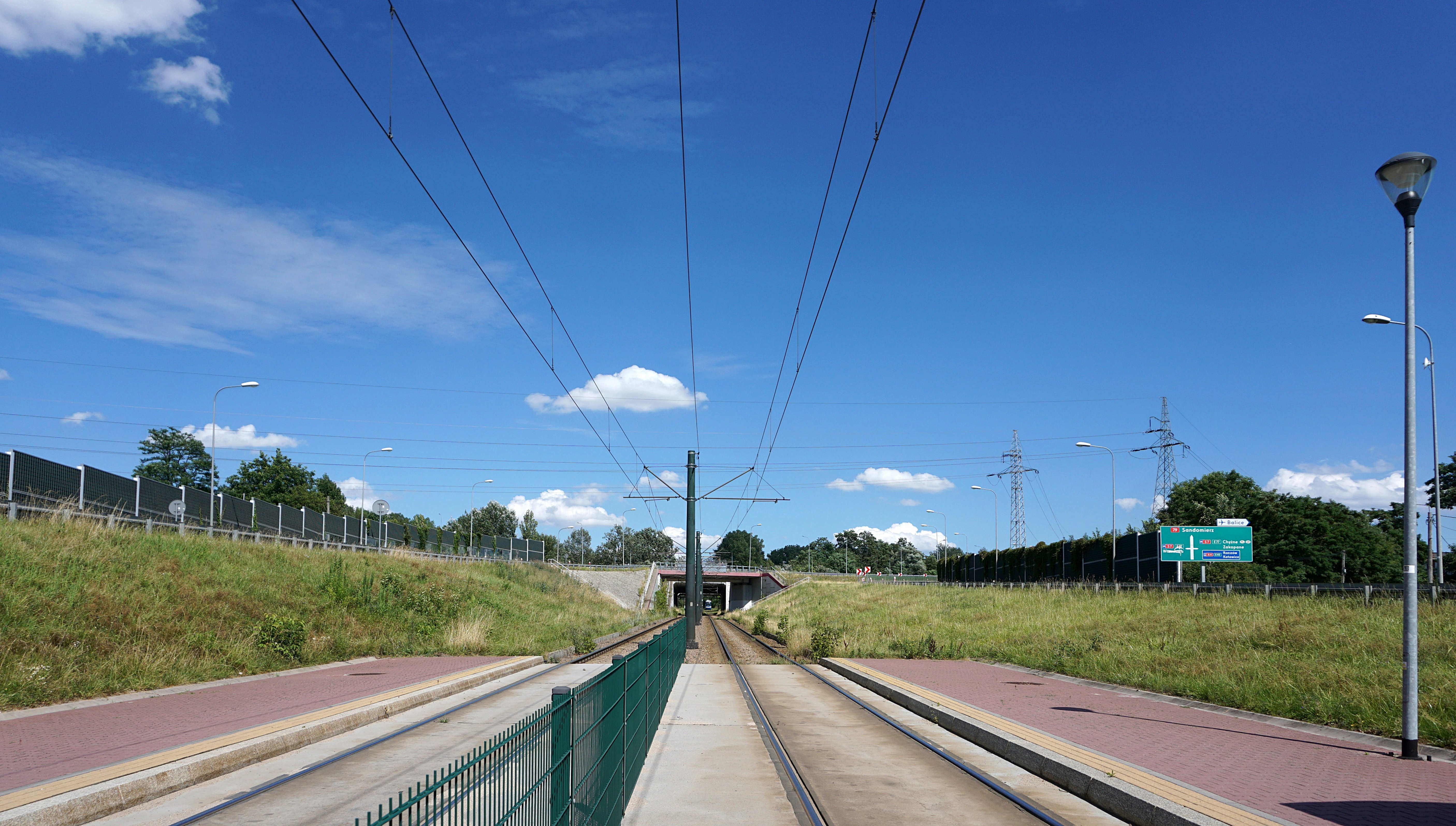
Widok na wschód, w tle węzeł z drogą ekspresową S7
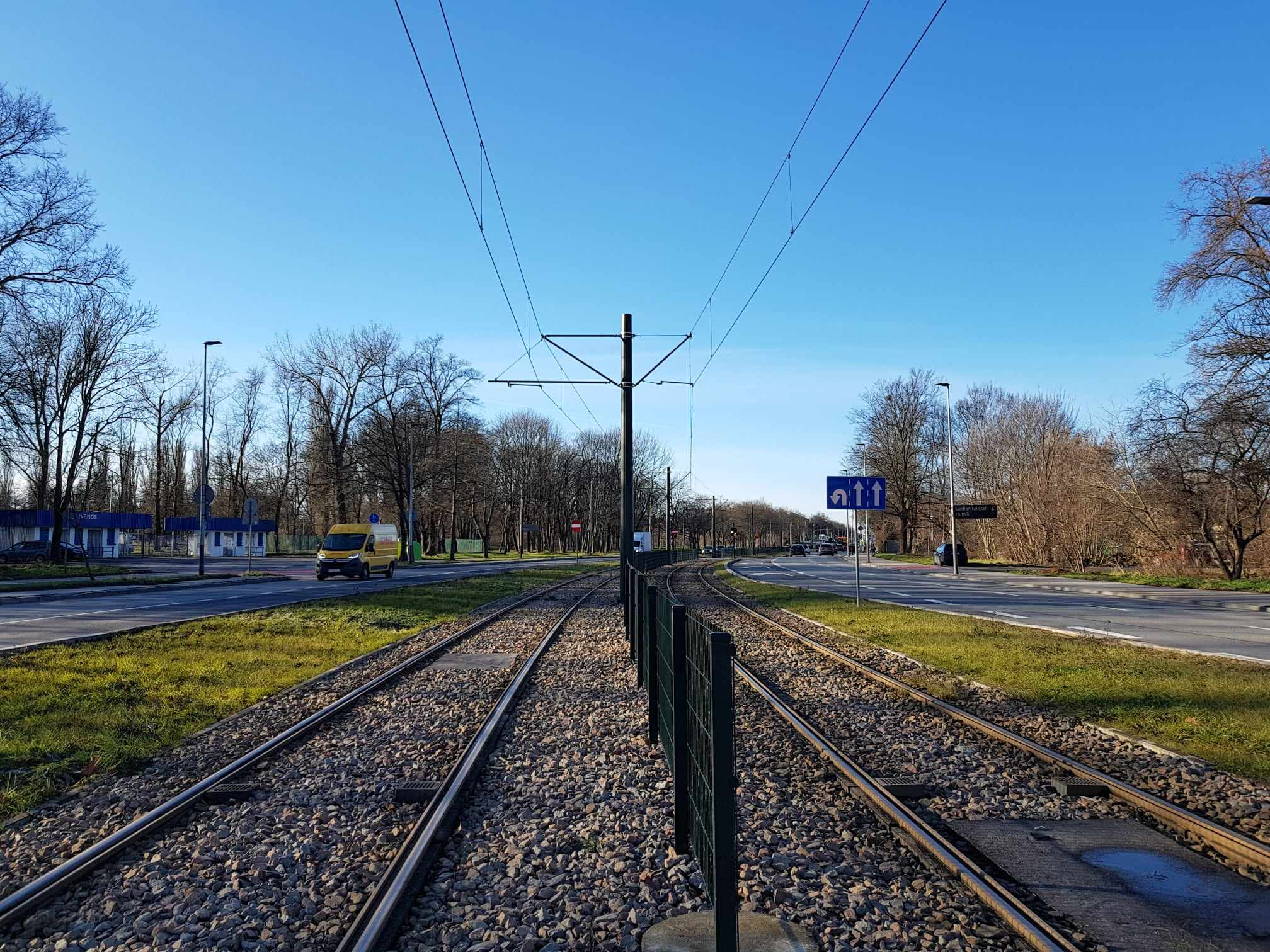
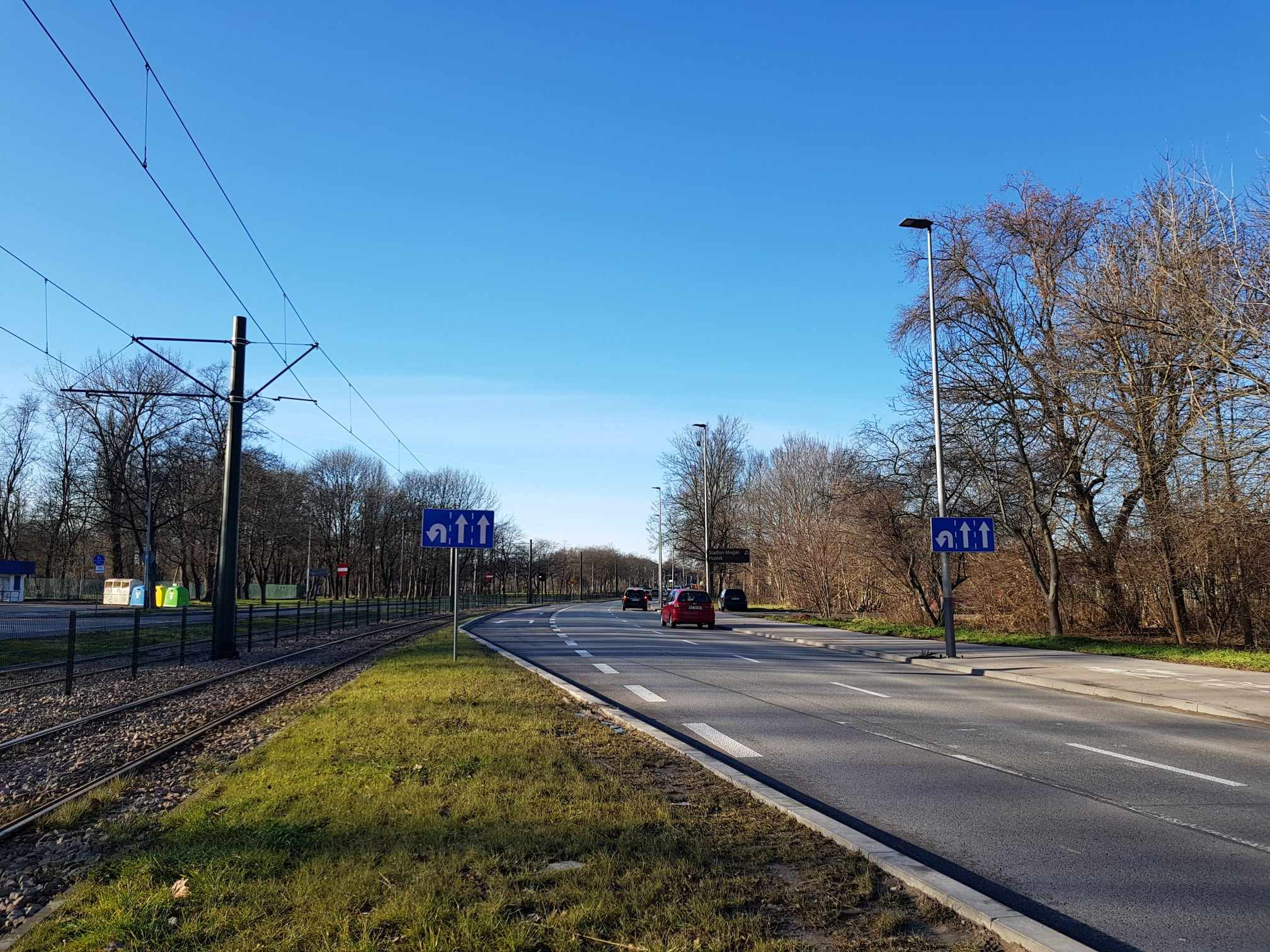
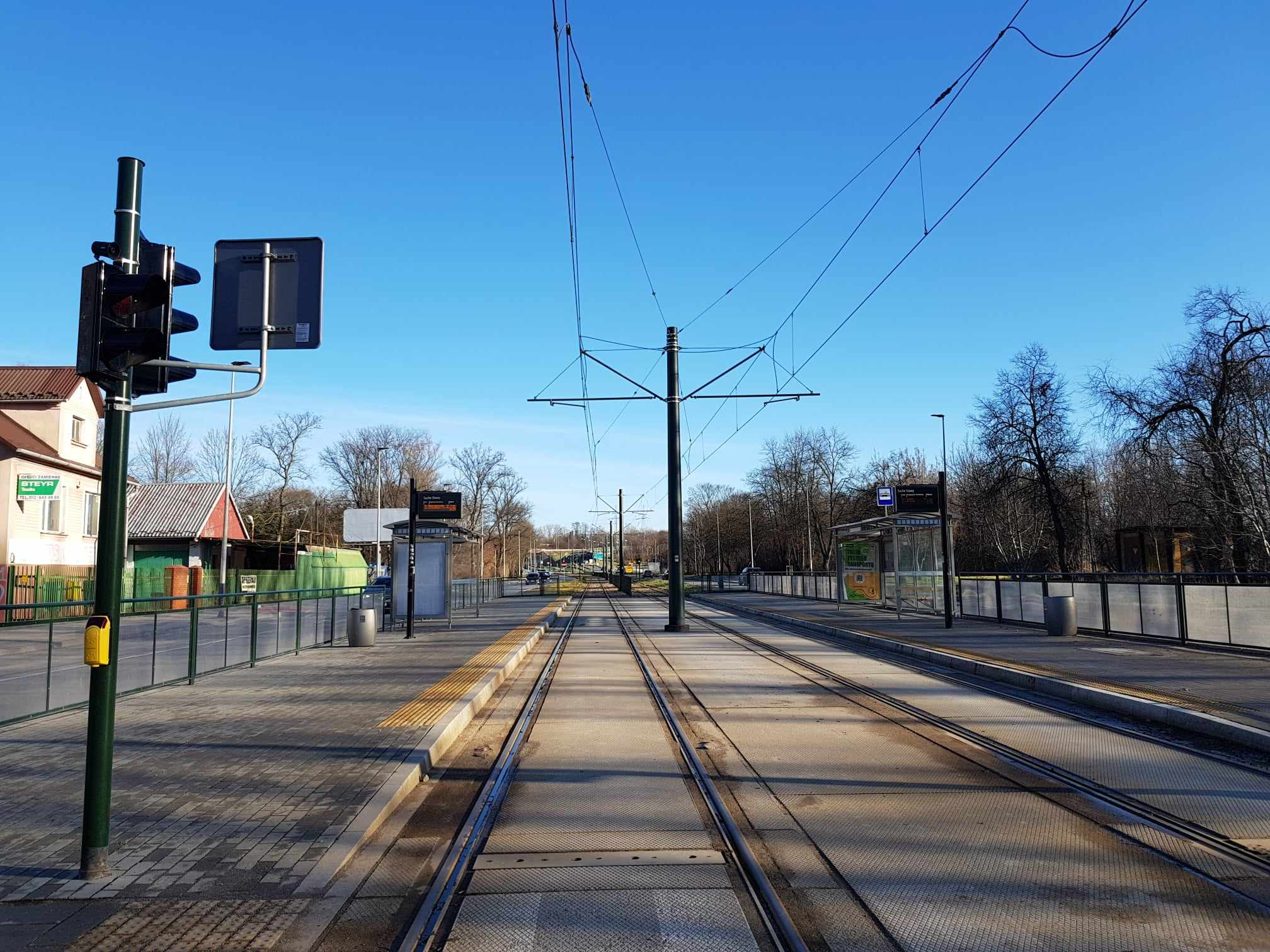
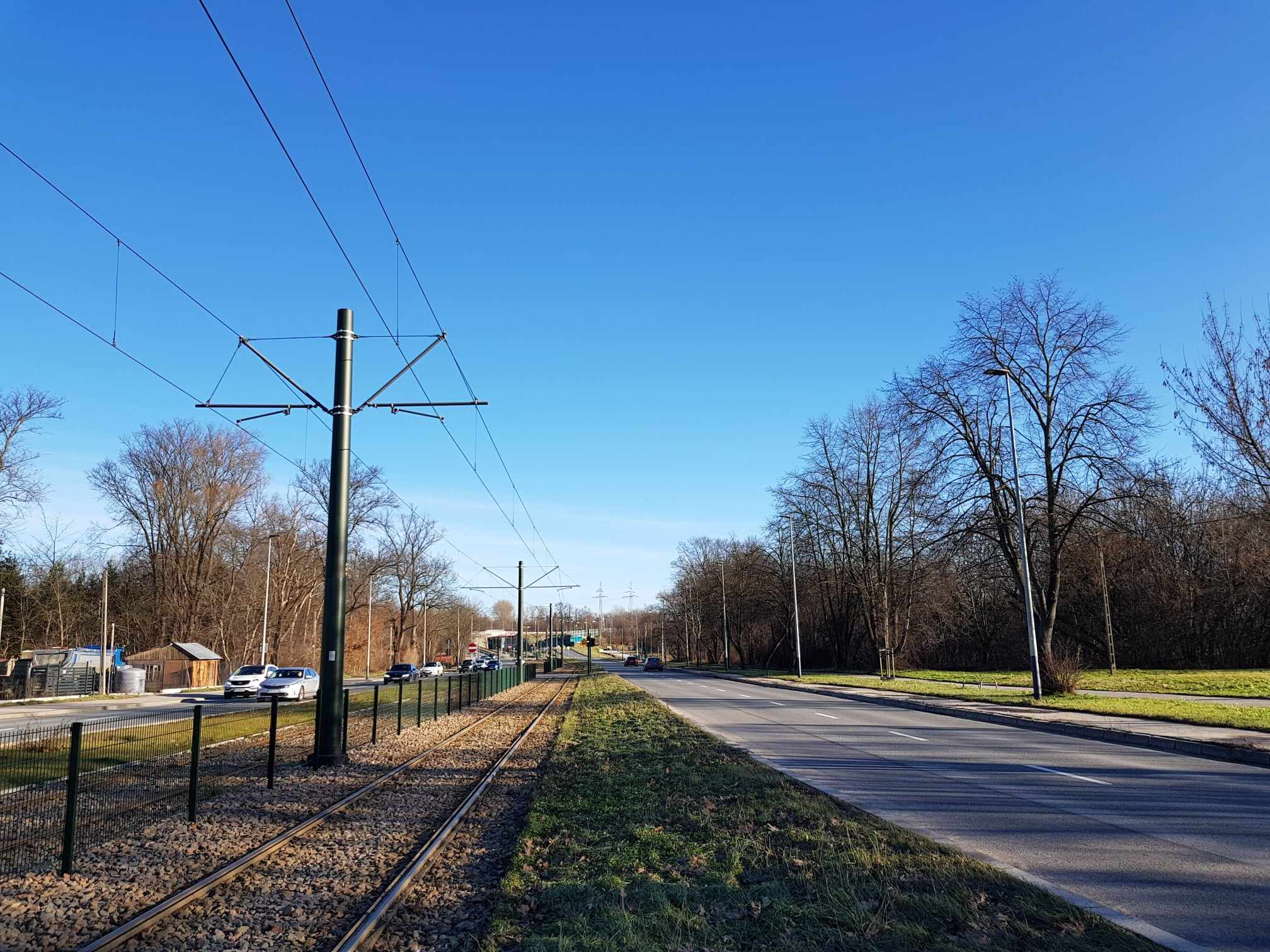